# Saxifraga marginata
Saxifraga marginata är en stenbräckeväxtart som beskrevs av Kaspar Maria von Sternberg. Saxifraga marginata ingår i Bräckesläktet som ingår i familjen stenbräckeväxter.

## Underarter
Arten delas in i följande underarter:
- S. m. bubakii
- S. m. coriophylla
- S. m. rocheliana

## Bildgalleri

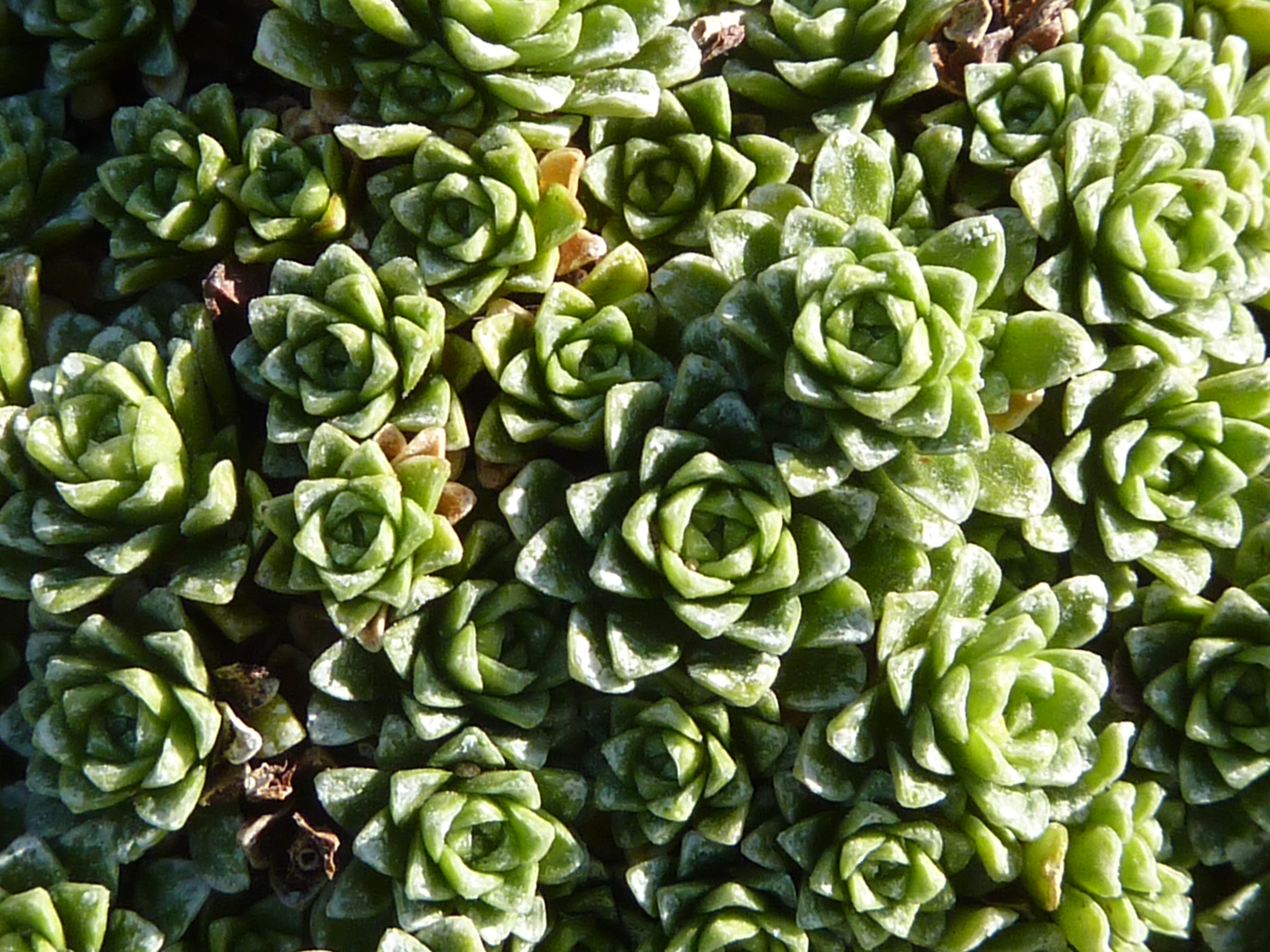
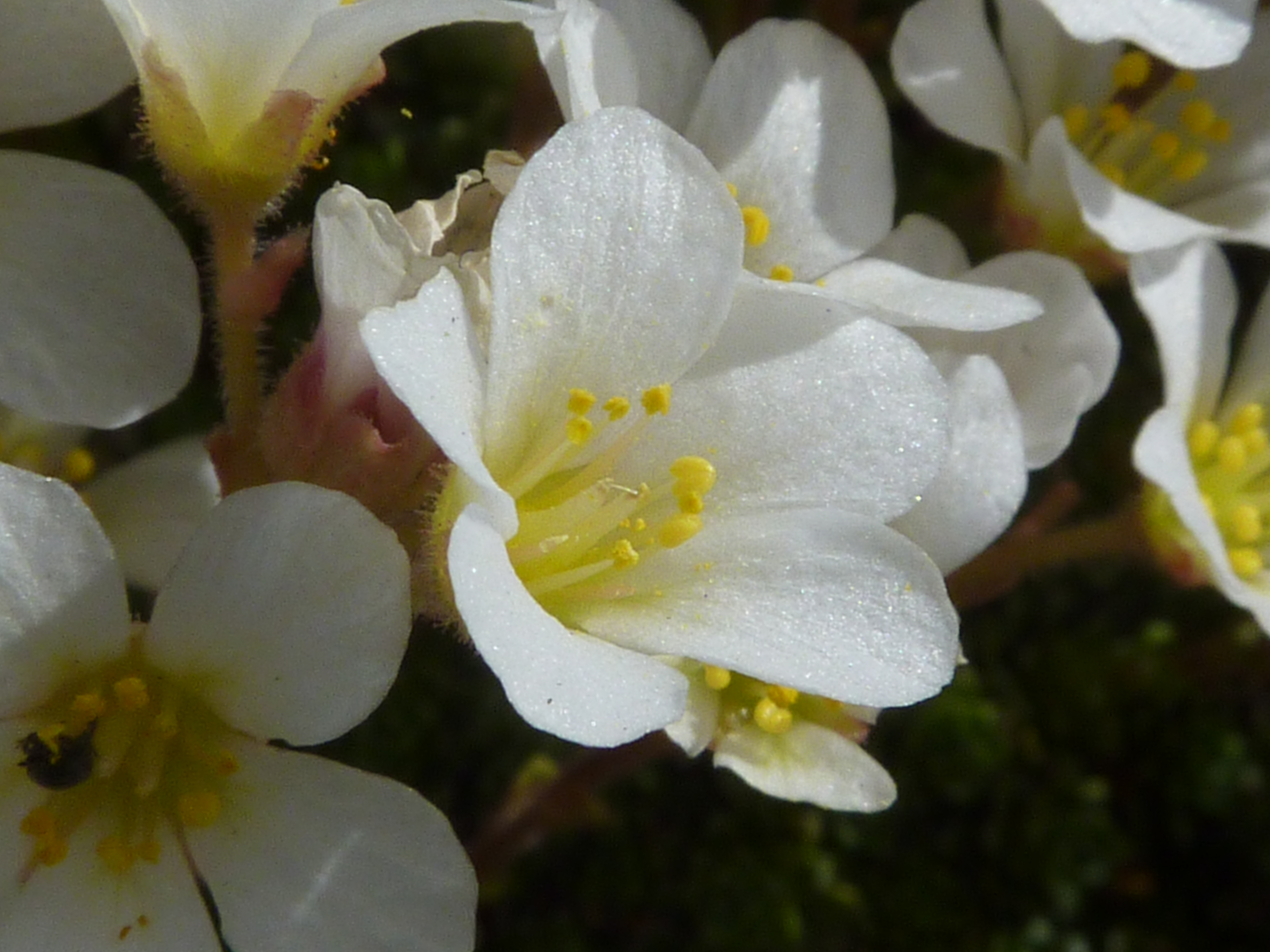
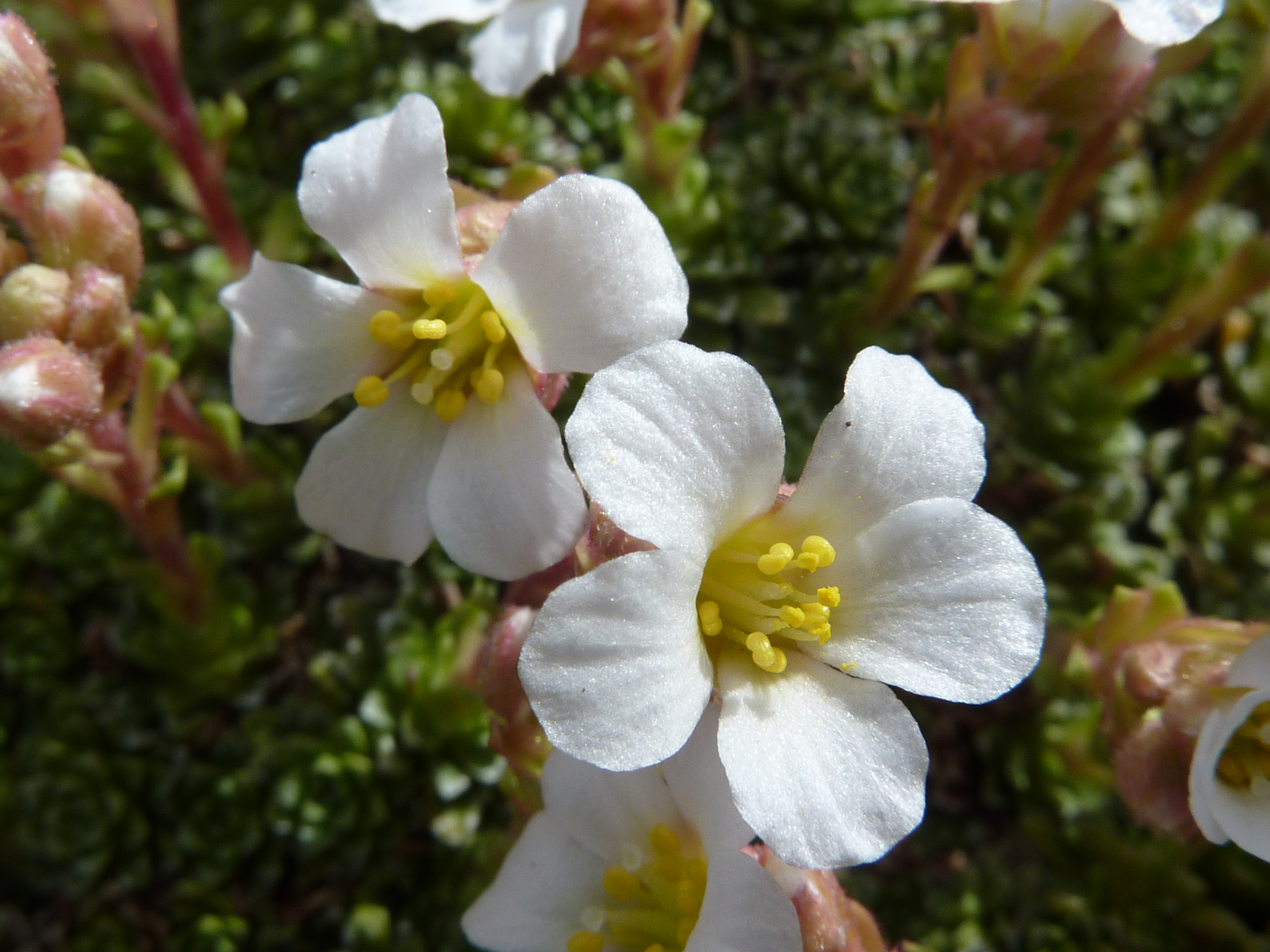
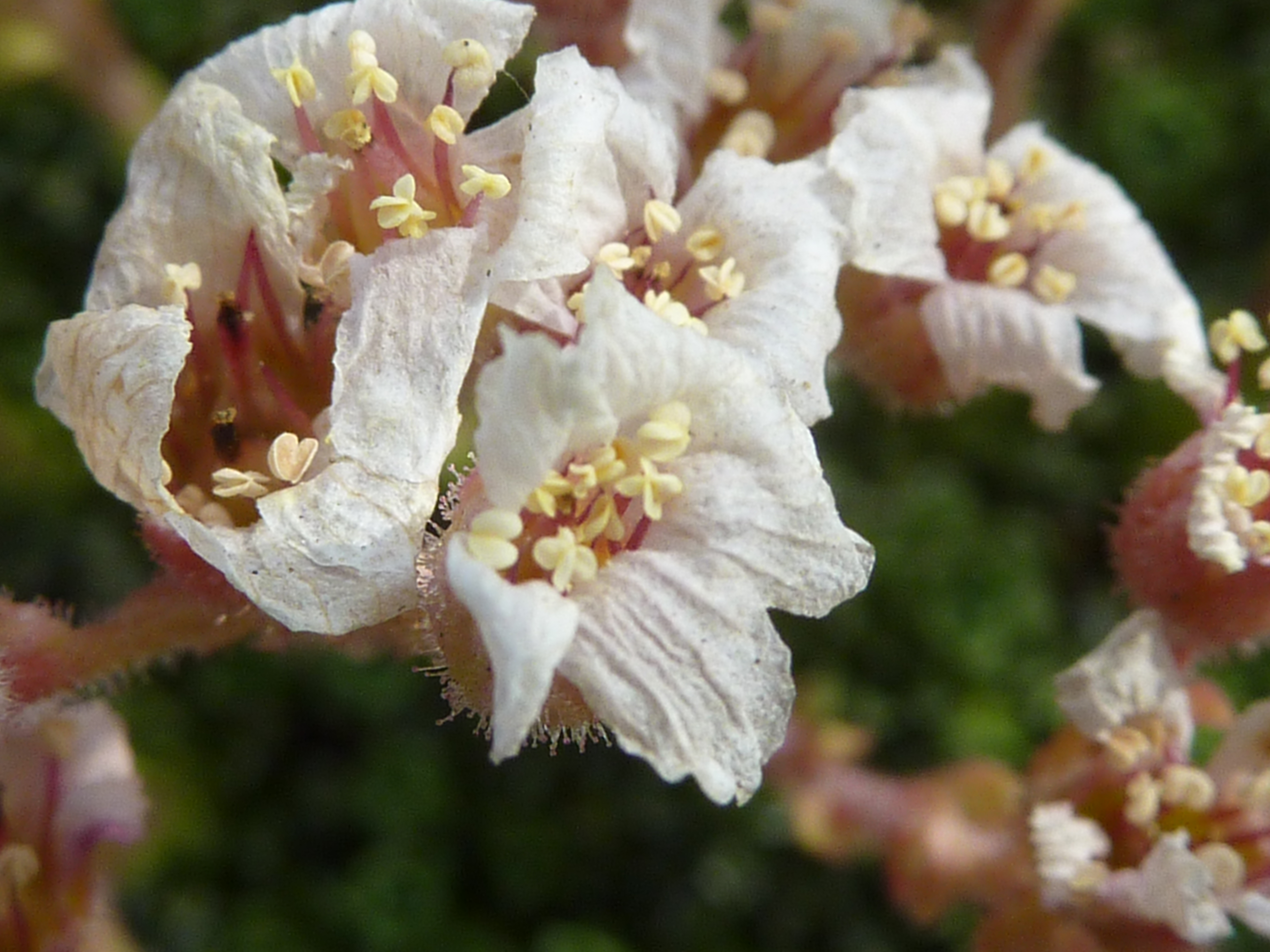
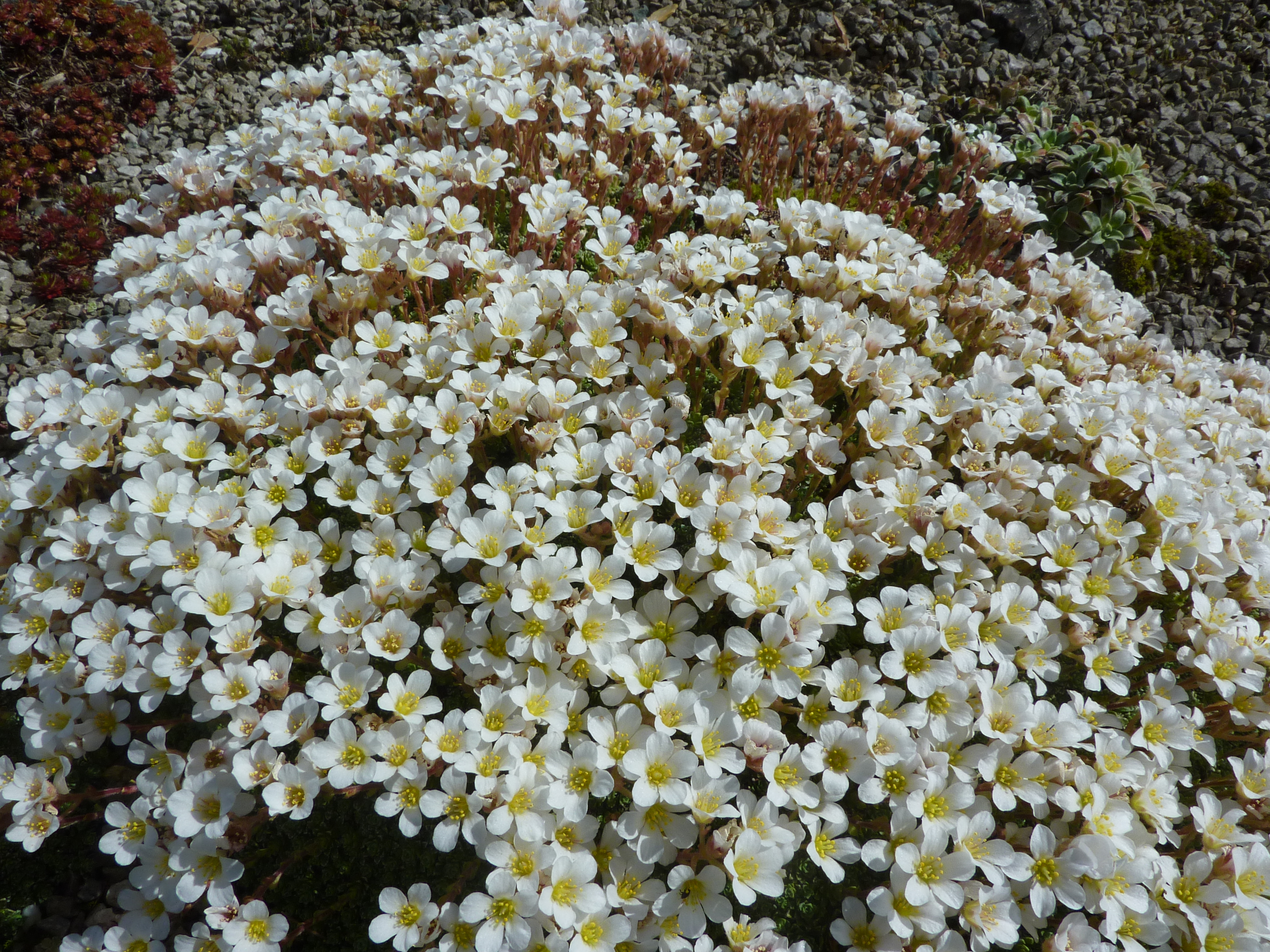
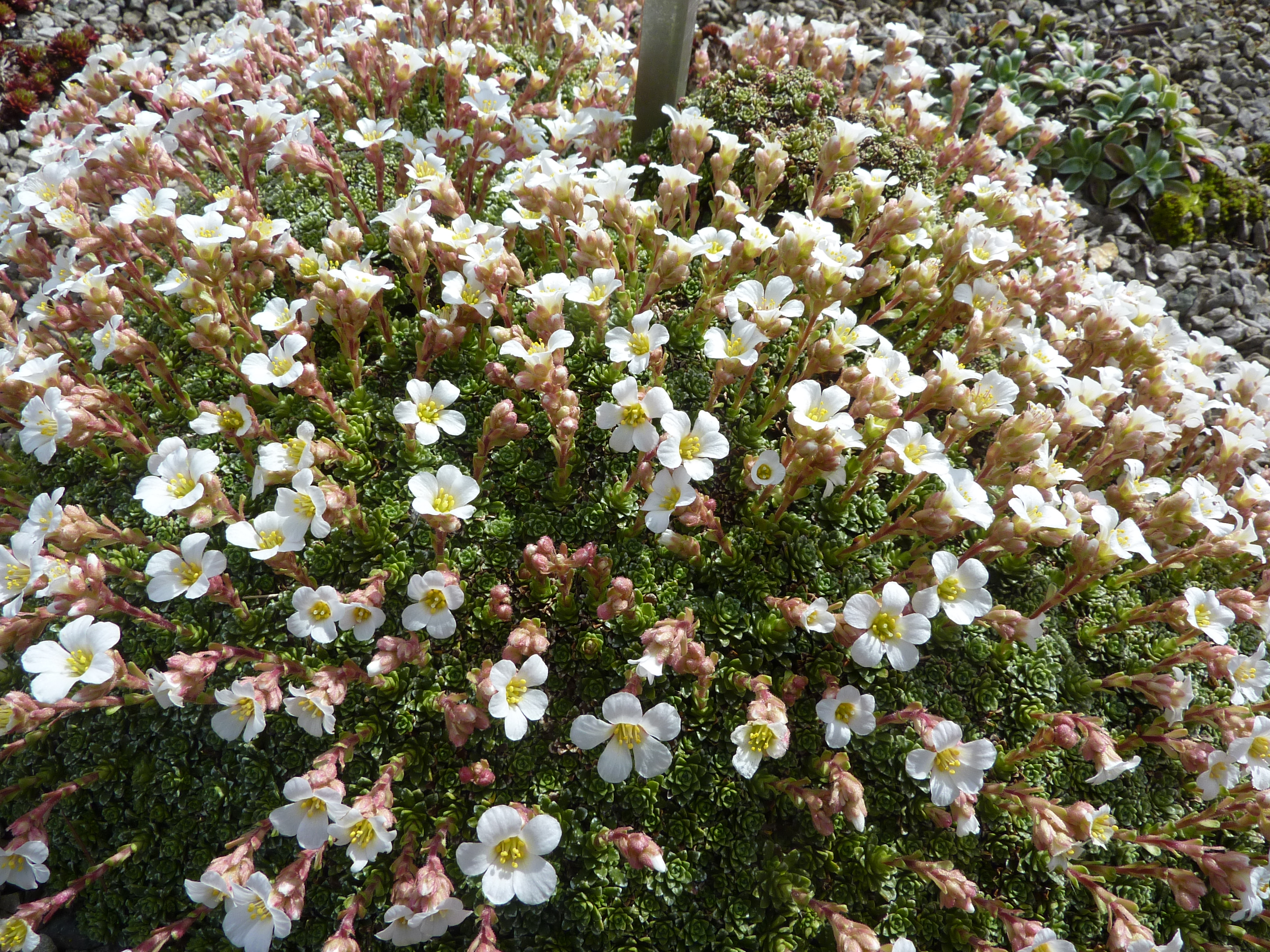